# St. Rochus (Zirndorf)

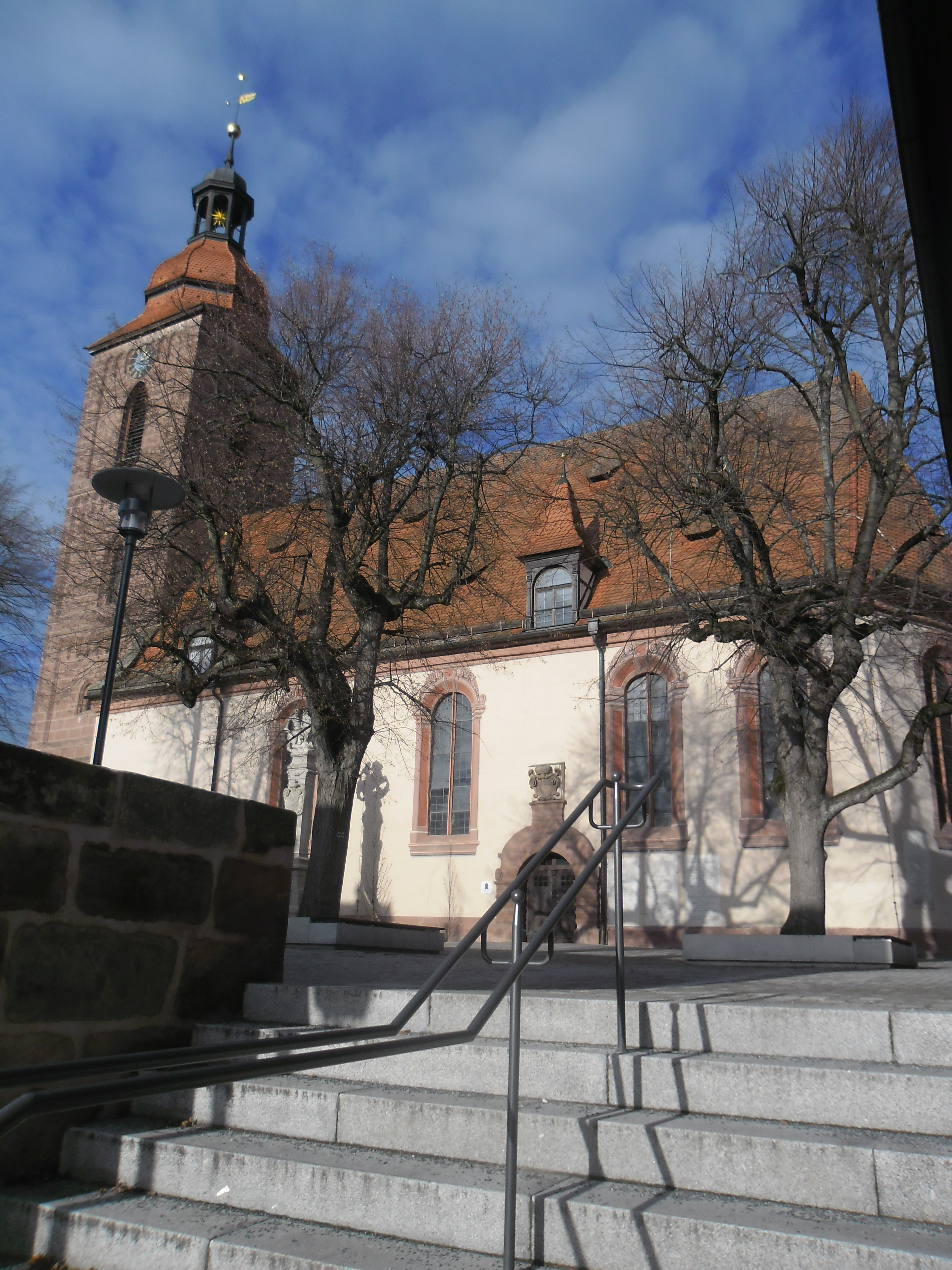
St. Rochus (Zirndorf)

Die denkmalgeschützte, evangelisch-lutherische Pfarrkirche St. Rochus steht in Zirndorf, der Kreisstadt im Landkreis Fürth (Mittelfranken, Bayern). Die Pfarrkirche ist unter der Denkmalnummer D-5-73-134-19 als Baudenkmal in der Bayerischen Denkmalliste eingetragen. Die Kirchengemeinde gehört zum Dekanat Fürth im Kirchenkreis Nürnberg der Evangelisch-Lutherischen Kirche in Bayern.

## Beschreibung
Das Langhaus wurde im Kern im 14. Jahrhundert erbaut. Zwischen 1462 und 1465 wurde an ihn das nördliche Seitenschiff mit drei Jochen angebaut, die mit einem Kreuzrippengewölbe überspannt sind. Die Mauern dieses neuen Gebäudeteils sind weniger stark als die des Langhauses. Der Gewölbeschub wird daher auf der Nordseite durch vier Strebepfeiler abgefangen. 1481 werden die umlaufenden Emporen eingebaut, deren bemalte Brüstungen den Innenraum bestimmen, der mit einem Tonnengewölbe überspannt ist. Das Langhaus und das Seitenschiff wurden 1510 um zwei Joche nach Osten erweitert. Mit dieser Erweiterung wird auch eine Verschiebung des Altars nach Osten in den Neubauteil vorgenommen. Damit ist nach dem Kirchenrecht eine neue Einweihung erforderlich. Der bisherige Schutzpatron, der heilige Clemens wird durch den heiligen Rochus ersetzt. Bis 1783 trug der Kirchturm aus Quadermauerwerk im Westen einen spitzen Helm, der von vier Scharwachtürmen flankiert wurde. Dieser Helm wurde bei einem Blitzschlag zerstört und durch eine Welsche Haube ersetzt. Im Glockenstuhl des Kirchturms hängen vier Kirchenglocken, die um 1400, 1659, 1663 und 1769 gegossen wurden. Sie sollten im Ersten Weltkrieg zwar eingeschmolzen werden, kehrten aber unversehrt vom Glockenfriedhof zurück. Die Orgel mit 33 Registern, 3 Manualen und einem Pedal wurde 1973 als Opus 2275 von G. F. Steinmeyer & Co. in den vorhandenen Prospekt eingebaut.